# Liste der denkmalgeschützten Objekte in Bad Gleichenberg
Die Liste der denkmalgeschützten Objekte in Bad Gleichenberg enthält die 24 denkmalgeschützten, unbeweglichen Objekte der Gemeinde Bad Gleichenberg im steirischen Bezirk Südoststeiermark.

## Denkmäler
| Foto |                 | Denkmal                                                                                                 | Standort                                                      | Beschreibung | Metadaten |
| ---- | --------------- | --- | ------------------------------------------------------------- | --- | --- |
| ja   | Datei hochladen | Villa Suess, Sophie HERIS-ID: 30871 Objekt-ID: 27687seit 2019                                           | Albrechtstraße 2 Standort KG: Bad Gleichenberg                | Die spätklassizistische Villa wurde 1845 erbaut. Das Gebäude mit abgeschrägten Ecken weist einen annähernd quadratischen Grundriss auf. Geländebedingt ist das Kellergeschoß nur halb verdeckt. Jede Seite ist fünfachsig, die Fenster im Obergeschoß sind mit Dreiecksgiebel bekrönt. | BDA-Hist.: Q105643119 Status: Bescheid Stand der BDA-Liste: 2025-06-30 Name: Villa Suess, Sophie GstNr.: 88/2 Villa Suess                                                                       |
| ja   | Datei hochladen | Aufnahmsgebäude, Bahnhof Bad Gleichenberg HERIS-ID: 30854 Objekt-ID: 27648                              | Bahnhofstraße 3 Standort KG: Bad Gleichenberg                 | Das Aufnahmsgebäude der Landesbahn Feldbach-Bad Gleichenberg wurde 1929–1931 von Rudolf Hofer errichtet. Es entspricht sowohl im Aussehen als auch von der Größe her eher dem Typ des Siedlungshauses. | BDA-Hist.: Q37938348 Status: § 2a Stand der BDA-Liste: 2025-06-30 Name: Aufnahmsgebäude, Bahnhof Bad Gleichenberg GstNr.: 845/7 Aufnahmsgebäude Bahnhof Bad Gleichenberg                        |
| ja   | Datei hochladen | Nördlicher Speisetrakt des ehem. Kurhotels HERIS-ID: 30931 Objekt-ID: 27802                             | Kaiser-Franz-Josef-Straße 1 Standort KG: Bad Gleichenberg     | Das Gebäude wurde 1856 als Neues Restaurationsgebäude erbaut und nach einem Umbau 1927 in Kurhotel umbenannt. Später wurde es als Tagungszentrum verwendet. 2012 wurde das Objekt teilweise abgerissen und wird in ein Wohn- und Geschäftsobjekt umgebaut. Der nördliche Speisetrakt ist weiterhin denkmalgeschützt und vom Abriss verschont geblieben. | BDA-Hist.: Q37939007 Status: Bescheid Stand der BDA-Liste: 2025-06-30 Name: Nördlicher Speisetrakt des ehem. Kurhotels GstNr.: 80 Kurhotel - Gemeindeamt, Bad Gleichenberg                      |
| ja   | Datei hochladen | Eiskeller HERIS-ID: 13352 Objekt-ID: 9530                                                               | Obere Brunnenstraße 4, neben Standort KG: Bad Gleichenberg    | Das Rustikaportal des Eiskellers ist mit 1837 bezeichnet. | BDA-Hist.: Q38175935 Status: Bescheid Stand der BDA-Liste: 2025-06-30 Name: Eiskeller GstNr.: 37/2 Eiskeller, Bad Gleichenberg                                                                  |
| ja   | Datei hochladen | Brunnenhaus beim Kurmittelhaus HERIS-ID: 65920 Objekt-ID: 78789                                         | Untere Brunnenstraße 35 Standort KG: Bad Gleichenberg         | Um 1950 mit Architekt Karl Lebwohl über der Konstantinquelle als Brunnenhaus an der Stelle eines kriegszerstörten Brunnentempels wiederaufgebaut. Deckengemälder Über den Quellen von Wolfgang Buchner (1990). Heute Nutzung als Curmuseum. | BDA-Hist.: Q23065740 Status: Bescheid Stand der BDA-Liste: 2025-06-30 Name: Brunnenhaus beim Kurmittelhaus GstNr.: .16/3 Brunnenhaus beim Kurmittelhaus, Bad Gleichenberg                       |
| ja   | Datei hochladen | Franziskanerhospiz HERIS-ID: 30852 Objekt-ID: 27646                                                     | Kirchenweg 6 Standort KG: Bad Gleichenberg                    | Einfacher zweigeschoßiger Bau. Gemälde Stigmatisation der hl. Franz von Joseph Tunner (1852). Renaissance-Altar aus 1566, der sogenannte Teuffenbacher Altar aus Schloss Sauerbrunn in Thalheim in Pöls. | BDA-Hist.: Q1491070 Status: § 2a Stand der BDA-Liste: 2025-06-30 Name: Franziskanerhospiz GstNr.: 7 Franziskaner-Hospiz Bad Gleichenberg                                                        |
| ja   | Datei hochladen | Landesberufsschule für Tourismus, ehem. Hotel Mailand HERIS-ID: 30862 Objekt-ID: 27665                  | Mailandbergstraße 8, 10, 12, 16 Standort KG: Bad Gleichenberg | Das Gebäude wurde 1845 vom Gastwirt Franz Schwarz erbaut. Ebenerdig waren die Gastwirtschaft und eine Bäckerei untergebracht, im ersten Stock der Speisesaal und die Fremdenzimmer. Genutzt wird es nunmehr von der Landesberufsschule Bad Gleichenberg. | BDA-Hist.: Q19288772 Status: § 2a Stand der BDA-Liste: 2025-06-30 Name: Landesberufsschule für Tourismus, ehem. Hotel Mailand GstNr.: 154/2 Landesberufsschule Bad Gleichenberg - Hotel Mailand |
| ja   | Datei hochladen | Vier barocke Steinfiguren (zwei antike Götter und zwei Putti) HERIS-ID: 65000 Objekt-ID: 77807seit 2018 | Obere Brunnenstraße 3 Standort KG: Bad Gleichenberg           | An der Hauptfassade des Terrassengebäudes befinden sich unter dem Giebel barocke Steinfiguren: zwei Statuen von Jupiter und Neptun, außen zwei Putti mit Muscheln. | BDA-Hist.: Q52215622 Status: Bescheid Stand der BDA-Liste: 2025-06-30 Name: Vier barocke Steinfiguren (zwei antike Götter und zwei Putti) GstNr.: 10 Terrassengebäude Bad Gleichenberg          |
| ja   | Datei hochladen | Interieur der Villa Barbara HERIS-ID: 13556 Objekt-ID: 9746                                             | Untere Brunnenstraße 24 Standort KG: Bad Gleichenberg         | | BDA-Hist.: Q38180761 Status: Bescheid Stand der BDA-Liste: 2025-06-30 Name: Interieur der Villa Barbara GstNr.: 395/3 Villa Barbara, Bad Gleichenberg                                           |
| ja   | Datei hochladen | Villa Wickenburg HERIS-ID: 30922 Objekt-ID: 27789                                                       | Wickenburgallee 1 Standort KG: Bad Gleichenberg               | Als kleine Villa 1836/37 im Auftrag von Matthias Constantin Capello von Wickenburg vom Baumeister Withalm nach Plänen von Neuwerth entstanden. Zwei Seitenflügel mit Turm wurden 1859 angebaut. Im April 1945 ausgebrannt, von Alfred Graf Brusselle 1955 wieder aufgebaut. Heute Mietshaus im Kurpark. | BDA-Hist.: Q37938953 Status: Bescheid Stand der BDA-Liste: 2025-06-30 Name: Villa Wickenburg GstNr.: 37/1 Villa Wickenburg, Bad Gleichenberg                                                    |
| ja   | Datei hochladen | Kreuzweg HERIS-ID: 30844 Objekt-ID: 27634                                                               | Standort KG: Bad Gleichenberg                                 | | BDA-Hist.: Q37938229 Status: § 2a Stand der BDA-Liste: 2025-06-30 Name: Kreuzweg GstNr.: 1, 8 Kreuzwegstationen (Bad_Gleichenberg)                                                              |
| ja   | Datei hochladen | Bildstock HERIS-ID: 30847 Objekt-ID: 27639                                                              | Standort KG: Bad Gleichenberg                                 | | BDA-Hist.: Q37938262 Status: § 2a Stand der BDA-Liste: 2025-06-30 Name: Bildstock GstNr.: 1 Bildstock Pieta, Bad Gleichenberg                                                                   |
| ja   | Datei hochladen | Kath. Pfarrkirche hl. Matthias HERIS-ID: 30848 Objekt-ID: 27641                                         | Standort KG: Bad Gleichenberg                                 | Stiftung des Ortsgründers Matthias Constantin Capello von Wickenburg. 1841 begann man mit dem Bau der Kirche und zwei Jahre später mit dem Bau eines Klosters. Am 29. Juni 1845 wurde die Kirche zu Ehren des hl. Apostels Matthias und der hl. Emerentia feierlich eingeweiht. 1888 wurden Kirche und Kloster den Franziskanern übergeben. | BDA-Hist.: Q20198796 Status: § 2a Stand der BDA-Liste: 2025-06-30 Name: Kath. Pfarrkirche hl. Matthias GstNr.: 1 Saint Matthew Church (Bad Gleichenberg)                                        |
| ja   | Datei hochladen | Albrechtswarte, Parapluie HERIS-ID: 30985 Objekt-ID: 27896                                              | bei Bairisch Kölldorf 38 Standort KG: Bairisch Kölldorf       | Die Aussichtswarte auf der Albrechtshöhe wurde im Jahre 1840 erbaut. Im Jahre 1984 wurden der Holzbau und Teile des Mauerwerkes durch die Kameradschaft vom Edelweiß neu errichtet. Im Jahre 2000 erfolgten die zweiten großen Renovierungsarbeiten und im Anschluss die Einweihung dieses Kleinods. Dem um 1840 auf der Albrechtshöhe (Wierberg) in Bad Gleichenberg aufgestellten, oft genannten Aussichtsturm „Parapluie“ lagen mit Sicherheit Pläne von Ludwig von Weldens zugrunde. | BDA-Hist.: Q37939402 Status: § 2a Stand der BDA-Liste: 2025-06-30 Name: Albrechtswarte, Parapluie GstNr.: 466/1 Albrechtswarte                                                                  |
| ja   | Datei hochladen | Ortskapelle HERIS-ID: 30962 Objekt-ID: 27861                                                            | Standort KG: Bairisch Kölldorf                                | | BDA-Hist.: Q37939206 Status: § 2a Stand der BDA-Liste: 2025-06-30 Name: Ortskapelle GstNr.: .85/2                                                                                               |
| ja   | Datei hochladen | Figurenbildstock hl. Leonhard HERIS-ID: 11827 Objekt-ID: 7947                                           | Standort KG: Gleichenberg Dorf                                | Der Figurenbildstock hl. Leonhard auf hohem, quadratischen Steinsockel wurde aus Aflenzer Kalkstein gefertigt und stammt aus dem frühen 18. Jahrhundert. Er steht wenige Meter westlich des Meierhofes an der ehemaligen Zufahrt zum Schloss Gleichenberg. Im selben Bescheid noch zwei weitere Bildstöcke. | BDA-Hist.: Q38113632 Status: Bescheid Stand der BDA-Liste: 2025-06-30 Name: Figurenbildstock hl. Leonhard GstNr.: 272/2                                                                         |
| ja   | Datei hochladen | Bildstock HERIS-ID: 60451 Objekt-ID: 72762                                                              | Schlossstraße Standort KG: Gleichenberg Dorf                  | | BDA-Hist.: Q38091899 Status: Bescheid Stand der BDA-Liste: 2025-06-30 Name: Bildstock GstNr.: 272/1                                                                                             |
| ja   | Datei hochladen | Bildstock HERIS-ID: 60452 Objekt-ID: 72763                                                              | Schlossstraße Standort KG: Gleichenberg Dorf                  | | BDA-Hist.: Q38091907 Status: Bescheid Stand der BDA-Liste: 2025-06-30 Name: Bildstock GstNr.: 232                                                                                               |
| ja   | Datei hochladen | Ortskapelle HERIS-ID: 60662 Objekt-ID: 73008                                                            | Standort KG: Merkendorf                                       | | BDA-Hist.: Q38092704 Status: § 2a Stand der BDA-Liste: 2025-06-30 Name: Ortskapelle GstNr.: .105                                                                                                |
| ja   | Datei hochladen | Kath. Pfarrkirche hl. Michael HERIS-ID: 61494 Objekt-ID: 73910                                          | Standort KG: Trautmannsdorf                                   | Die Pfarrkirche wurde von 1654 bis 1664 in frühbarockem Stil neu erbaut. Sie weist ein dreijochiges Langhaus, einen einjochigen Chor sowie einen Nordturm mit Zwiebelhelm auf. | BDA-Hist.: Q20194104 Status: § 2a Stand der BDA-Liste: 2025-06-30 Name: Kath. Pfarrkirche hl. Michael GstNr.: .107 Pfarrkirche Trautmannsdorf                                                   |
| ja   | Datei hochladen | Aufbahrungshalle HERIS-ID: 61496 Objekt-ID: 73912                                                       | Standort KG: Trautmannsdorf                                   | Der achteckige Grabbau mit Wandsäulen und Kuppel stammt vom Ende des 19. Jahrhunderts und wird als Aufbahrungshalle verwendet. | BDA-Hist.: Q38096082 Status: § 2a Stand der BDA-Liste: 2025-06-30 Name: Aufbahrungshalle GstNr.: 837/1                                                                                          |
| ja   | Datei hochladen | Gruftkapelle HERIS-ID: 61500 Objekt-ID: 73916                                                           | Standort KG: Trautmannsdorf                                   | Die Gruftkapelle der Stubenberg ist ein Rundbau mit Kuppelgewölbe und einem Laternenaufsatz aus der 2. Hälfte des 18. Jahrhunderts. Innen neugotische Ausstattung. | BDA-Hist.: Q38096091 Status: § 2a Stand der BDA-Liste: 2025-06-30 Name: Gruftkapelle GstNr.: 837/1                                                                                              |
| ja   | Datei hochladen | Gedenkstein auf dem israelitischen Friedhof HERIS-ID: 65068 Objekt-ID: 77879                            | Standort KG: Trautmannsdorf                                   | In der kleinen, gegenüber dem Kommunalfriedhof gelegenen Anlage des israelitischen Friedhofs ist ein Grabdenkmal in Form einer Stele „Zum Gedenken der hier ruhenden jüdischen Toten und Opfer der Jahre 1938–1945“ gestaltet. Insgesamt befinden sich auf dem Friedhof zwei Grabsteine aus dem 19./20. Jahrhundert und zwei Gedenksteine aus den späten 1940er-Jahren. | BDA-Hist.: Q38109027 Status: § 2a Stand der BDA-Liste: 2025-06-30 Name: Gedenkstein auf dem israelitischen Friedhof GstNr.: 838/5 Israelitischer Friedhof Trautmanndorf                         |
| ja   | Datei hochladen | Ortskapelle HERIS-ID: 60660 Objekt-ID: 73006                                                            | Standort KG: Wilhelmsdorf                                     | | BDA-Hist.: Q38092693 Status: § 2a Stand der BDA-Liste: 2025-06-30 Name: Ortskapelle GstNr.: .31                                                                                                 |

## Ehemalige Denkmäler
| Foto |                 | Denkmal                                            | Standort                    | Beschreibung | Metadaten |
| ---- | --------------- | -------------------------------------------------- | --------------------------- | ------------ | --- |
| ja   | Datei hochladen | Grabdenkmal Familie Hötzl Objekt-ID: 73906bis 2015 | Standort KG: Trautmannsdorf |              | BDA-Hist.: Q106680396 Status: § 2a Stand der BDA-Liste: 2015-06-26 Name: Grabdenkmal Familie Hötzl GstNr.: 837/1 Grave Hötzl, Trautmannsdorf |